# Tinambac
Tinambac (Bayan ng Tinambac) är en kommun i Filippinerna. Kommunen ligger på ön Luzon, och tillhör provinsen Camarines Sur. Folkmängden uppgår till 67 572 invånare år 2015.

## Barangayer
Tinambac är indelat i 44 barangayer.
| - Agay-Ayan - Antipolo - Bagacay - Banga - Bolaobalite - Bani - Bataan - Binalay - Buenavista - Buyo - Cagliliog - Caloco - Camagong - Canayonan - Cawaynan | - Daligan - Filarca (Pob.) - La Purisima (Pob.) - Lupi - Magsaysay (Camp 4) - Magtang - Mananao - La Medalla (Mile 9) - New Caaluan - Olag Grande - Olag Pequeño - Old Caaluan - Pag-Asa - Pantat - Sagrada (Camp 6) | - Salvacion - San Antonio - San Isidro (Pob.) - San Jose (Tiltilan) - San Pascual (Pob.) - San Ramon (Camp 7) - San Roque - San Vicente - Santa Cruz (Pob.) - Sogod - Tambang - Tierra Nevada - Union - Salvacion Poblacion |